# Live from Madison Square Garden
Live from Madison Square Garden es un álbum en directo de los músicos británicos Eric Clapton y Steve Winwood, publicado por Reprise Records el 19 de mayo de 2009. El álbum incluye canciones grabadas durante los conciertos ofrecidos en el Madison Square Garden de Nueva York en febrero del año anterior.
El dúo interpretó canciones pertenecientes a su etapa en la banda Blind Faith, así como temas de Traffic, Derek and the Dominos y de las etapas en solitario de Clapton y Winwood, además de versiones de clásicos del rock y del blues.

## Trasfondo
Winwood y Clapton cruzaron sus caminos musicales en 1969 con la formación de Blind Faith, un grupo pionero en la fusión del rock y del blues con éxito en el estudio y en conciertos. A pesar del atractivo popular, la banda tuvo una vida muy corta, publicando un único álbum de estudio, Blind Faith, y ofreciendo una breve gira que hizo su debut el 12 de julio en el Madison Square Garden de Nueva York y terminó el 24 de agosto del mismo año en Hawái. Desde entonces, Winwood y Clapton mantuvieron su amistad a pesar de tocar juntos en ocasiones muy puntuales, por lo que los conciertos ofrecidos en 2008 supusieron la primera colaboración a largo plazo entre Winwood y Clapton en cuarenta años.
El 11 de febrero de 2009, el dúo anunció una gira con catorce conciertos en Estados Unidos que comenzó el 10 de junio del mismo año en East Rutherford, Nueva Jersey. Para la ocasión, la banda estuvo formada por Chris Stainton en los teclados, Willie Weeks en el bajo, Abe Laboriel, Jr. a la batería, y las vocalistas Sharon White y Michelle John.

## Grabación y producción
Live from Madison Square Garden fue grabado entre los días 25 y 28 de febrero por James Towler y producido por James Pluta, John McDermott y Scooter Weintraub. El diseño gráfico fue
dirigido por Ellen Wakayama a partir del diseño de Donny Phillips, basado en el taijitu.

## Lista de canciones
| Disco uno |                               |                                                       |          |  |
| N.º       | Título                        | Música                                                | Duración |  |
| 1.        | «Had to Cry Today»            | Steve Winwood                                         | 7:47     |  |
| 2.        | «Low Down»                    | J.J. Cale                                             | 4:10     |  |
| 3.        | «Them Changes»                | Buddy Miles                                           | 5:10     |  |
| 4.        | «Forever Man»                 | Jerry Lynn Williams                                   | 3:33     |  |
| 5.        | «Sleeping in the Ground»      | Sam Myers                                             | 4:50     |  |
| 6.        | «Presence of the Lord»        | Eric Clapton                                          | 5:23     |  |
| 7.        | «Glad»                        | Steve Winwood                                         | 4:13     |  |
| 8.        | «Well All Right»              | Jerry Allison/Buddy Holly/Joe B. Mauldin/Norman Petty | 5:35     |  |
| 9.        | «Double Trouble»              | Otis Rush                                             | 8:06     |  |
| 10.       | «Pearly Queen»                | Jim Capaldi/Steve Winwood                             | 6:10     |  |
| 11.       | «Tell the Truth»              | Eric Clapton/Bobby Whitlock                           | 6:42     |  |
| 12.       | «No Face, No Name, No Number» | Jim Capaldi/Steve Winwood                             | 4:09     |  |

| Disco dos |                          |                                      |          |  |
| N.º       | Título                   | Música                               | Duración |  |
| 1.        | «After Midnight»         | J.J. Cale                            | 4:45     |  |
| 2.        | «Split Decision»         | Joe Walsh/Steve Winwood              | 6:25     |  |
| 3.        | «Rambling on My Mind»    | Robert Johnson                       | 4:01     |  |
| 4.        | «Georgia on My Mind»     | Hoagy Carmichael/Stuart Gorrell      | 5:05     |  |
| 5.        | «Little Wing»            | Jimi Hendrix                         | 6:42     |  |
| 6.        | «Voodoo Child»           | Jimi Hendrix                         | 16:23    |  |
| 7.        | «Can't Find My Way Home» | Steve Winwood                        | 5:33     |  |
| 8.        | «Dear Mr. Fantasy»       | Jim Capaldi/Steve Winwood/Chris Wood | 7:41     |  |
| 9.        | «Cocaine»                | J.J. Cale                            | 6:41     |  |

## Posición en listas
| Lista (2009)                  | Posición |
| ----------------------------- | -------- |
| Austrian Top 75 Albums        | 25       |
| Belgium (Flanders) 100 Albums | 64       |
| Belgium (Wallonia) 100 Albums | 46       |
| French Top 200 Albums         | 34       |
| German Top 10 Albums          | 8        |
| Italian Top 20 Albums         | 13       |
| Mexican Top 100 Albums        | 85       |
| Netherlands Top 100 Albums    | 60       |
| Norwegian Top 40 Albums       | 31       |
| Spanish Top 100 Albums        | 29       |
| Swedish Top 60 Albums         | 44       |
| Swiss Top 100 Albums          | 33       |
| UK Albums Chart               | 40       |
| US Billboard 200              | 14       |